# サバイバル・フィールド
『サバイバル・フィールド』（原題：Paintball）は、2009年のスペイン映画。

## ストーリー
素性を隠した若者たちがペイントボールを使ったサバイバルゲームをしていたところ、本物の銃を持った殺人鬼が紛れ込んでしまう。

## キャスト
| 役名         | 俳優                   | 日本語吹替 |
| ------------ | ---------------------- | ---------- |
| デビッド     | ブレンダン・マッキー   | 三戸耕三   |
| アンナ       | ジェニファー・マター   | 宮島依里   |
| エリック     | パトリック・レジス     | 白熊寛嗣   |
| アイリス     | イアイオーネ・ペレス   | 藤原美央子 |
| フランク     | ニール・マスケル       | 真仲恵吾   |
| ブレンダ     | アンナ・カサス         | 弓場沙織   |
| ジョン       | ピーター・ヴィヴス     | 仲村水希   |
| クローディア | クラウディア・バソルス | 平田真菜   |